# Willian Borges da Silva
Willian Borges da Silva, (sinh ngày 9 tháng 8 năm 1988), thường gọi là Willian, là cầu thủ bóng đá người Brasil, thi đấu ở vị trí tiền vệ cánh và tiền vệ tấn công cho câu lạc bộ Fulham tại Premier League.
Willian sinh ra tại Brasil và bắt đầu sự nghiệp tại Corinthians, trước khi đến Shakhtar vào tháng 8 năm 2007 với phí chuyển nhượng 19 triệu $. Tháng 1 năm 2013, anh đến Nga thi đấu cho Anzhi Makhachkala và sau chỉ 7 tháng tại đây, anh gia nhập Chelsea với phí chuyển nhượng cỡ 30 triệu £. Trong 7 năm chơi cho Chelsea, Willian giành hai chức vô địch Ngoại hạng Anh, một Cúp FA và một UEFA Europa League. Tháng 8 năm 2020, anh trở thành cầu thủ của Arsenal sau khi hết hạn hợp đồng với Chelsea.
Willian có trận đấu đầu tiên cho đội tuyển Brasil vào tháng 11 năm 2011 và từng được chọn tham dự World Cup 2014, Copa América 2015, Copa América Centenario, World Cup 2018 và Copa América 2019.

## Sự nghiệp câu lạc bộ

### Corinthians
Năm 2007, sau khi được đôn lên từ đội trẻ, Willian bắt đầu thi đấu cho đội hình một của Corinthians, khoác áo số 10. Anh có trận đấu đầu tiên tại giải vô địch Brasil ở tuổi 18 trong chiến thắng 1-0 trước Juventude ngày 3 tháng 5 năm 2007. Bàn thắng đầu tiên của anh cho Corinthians là cú đúp trong trận hòa 2-2 với Atlético-PR ngày 2 tháng 8 năm 2007. Sau hai mùa bóng thi đấu cho Corinthians, anh ra sân 37 lần, trong đó có 16 trận tại giải vô địch quốc gia và ghi được 2 bàn.

### Shakhtar Donetsk

#### 2007–08
Ngày 23 tháng 8 năm 2007, Willian ký hợp đồng có thời hạn 5 năm với Shakhtar Donetsk, phí chuyển nhượng là 14 triệu €. Trận đầu tiên của anh cho câu lạc bộ Ukraina là chiến thắng 2-1 trước Chornomorets Odessa ngày 15 tháng 9. Bàn thắng đầu tiên đến vào ngày 31 tháng 10 trong chiến thắng 4-1 trước Arsenal Kyiv tại cúp quốc gia Ukraina. Tại đấu trường châu Âu, trận ra mắt của anh không thành công khi vào sân ở phút 73 thay cho Răzvan Raț trong trận thua 0-3 trước A.C. Milan tại Champions League ngày 6 tháng 11. Anh kết thúc mùa giải đầu tiên với 28 lần ra sân và 1 bàn thắng, cùng với Shakhtar giành chức vô địch Giải bóng đá vô địch quốc gia Ukraina và Cúp bóng đá Ukraina.

#### 2008–09

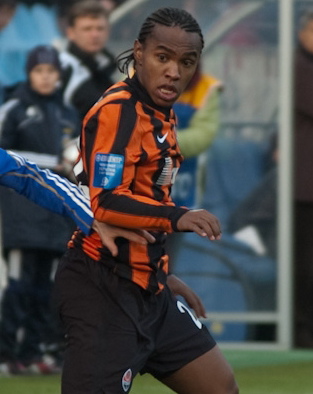
Willian trong màu áo Shakhtar Donetsk năm 2009

Anh cùng Shakhtar giành danh hiệu Siêu cúp bóng đá Ukraina 2008 sau chiến thắng trên loạt sút luân lưu trước Dynamo Kyiv ngày 15 tháng 7. Ngày 27 tháng 8, anh ghi bàn trong chiến thắng 3-1 trước Dinamo Zagreb tại Champions League. Ngày 1 tháng 11, anh có bàn thắng đầu tiên tại giải bóng đá vô địch quốc gia và giúp Shakhtar đánh bại Zorya Luhansk 3-1. Ngày 16 tháng 11, anh ghi bàn thắng duy nhất trong các trận đấu với Dynamo Kyiv. và Chornomorets Odesa ngày 25 tháng 4. Anh thi đấu trong hiệp phụ trận chung kết cúp UEFA 2009 với Werder Bremen và Shakhtar đã đăng quang với chiến thắng 2-1. Tổng cộng anh có 52 lần ra sân và 8 bàn thắng trong mùa giải 2008–09.

#### 2009–10
Bàn thắng đầu tiên của Willian cho Shakhtar Donetsk trong mùa giải 2009-10 vào ngày 15 tháng 8 với chiến thắng 6-1 trước Dniester Ovidiopol tại cúp quốc gia Ukraina. Ngày 17 tháng 9, anh ghi bàn thắng thứ hai cho Shakhtar trong chiến thắng 4-1 trước câu lạc bộ của Bỉ Club Brugge ở vòng bảng Europa League. Trong mùa giải này, anh có 39 lần ra sân và 7 bàn thắng, cùng Shakhtar vô địch Giải bóng đá vô địch quốc gia với 77 điểm, hơn 6 điểm so với đội về nhì là Dynamo Kyiv.

#### 2010–11
Willian bắt đầu mùa giải 2010–11 bằng bàn thắng trong chiến thắng áp đảo 7–1 trước Tavriya Simferopol tại Siêu cúp Ukraina ngày 4 tháng 7. Một tuần sau, anh tiếp tục ghi bàn trong trận mở màn giải vô địch quốc gia với Kryvbas. Ngày 15 tháng 8, anh ghi bàn thắng duy nhất trong trận đấu với Karpaty Lviv ở những phút bù giờ hiệp một và sau đó ngày 29 tháng 8 trong trận đấu với Illichivets Mariupol.
Ngày 8 tháng 3, Willian lập công trong chiến thắng 3-0 trước đội bóng Ý AS Roma tại vòng 16 đội Champions League, giúp đội bóng của anh vào tứ kết với tổng tỉ số sau hai lượt là 6-2. Ngày 25 tháng 5, anh góp mặt trong chiến thắng 2-0 trước Dynamo Kyiv tại trận chung kết cúp quốc gia Ukraina, nhưng bị thay ra ở phút 77 bởi Alex Teixeira. Shakhtar kết thúc mùa giải cực kỳ thành công với cú ăn ba ở các giải đấu trong nước, riêng Willian có 8 bàn sau 43 trận.

#### 2011–12

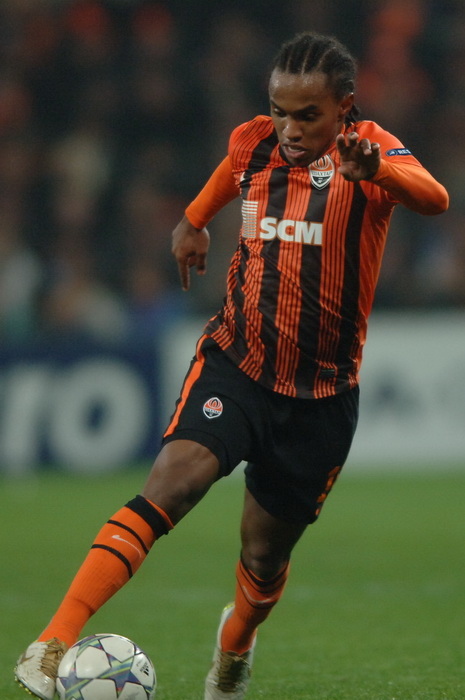
Willian thi đấu tại Champions League trong màu áo Shakhtar

Shakhtar Donetsk khởi đầu mùa giải 2011-12 không tốt khi để thua Dynamo Kyiv 3-1 trong trận siêu cúp ngày 5 tháng 7, trận đấu mà Willian chơi đủ 90 phút. Ngày 19 tháng 10, anh ghi bàn mở tỉ số trong trận hòa 2-2 với đội bóng Nga Zenit Saint Petersburg vòng bảng Champions League 2011-12. Ngày 10 tháng 3, anh ghi bàn thắng thứ hai cho Shakhtar, giúp đội bóng này đánh bại Illichivets Mariupol 2-1. Ngày 6 tháng 5, anh cùng Shakhtar bảo vệ thành công ngôi vô địch cúp quốc gia với chiến thắng 2-1 trước Metalurh Donetsk. Shakhtar sau đó cũng giành danh hiệu vô địch giải vô địch quốc gia ba năm liên tiếp. Trong mùa giải này, Willian có 37 lần ra sân và 6 bàn thắng.

#### 2012–13
Willian đã không có mặt trong trận siêu cúp Ukraina 2012, nơi mà Shakhtar đã đánh bại Metalurh Donetsk 2-0. Phải đến trận đấu thứ tư tại giải vô địch quốc gia gặp Volyn Lutsk ngày 6 tháng 8, anh mới được ra sân. Ngày 19 tháng 8, anh ghi một bàn và kiến thiết hai đường chuyền thành bàn trong chiến thắng 5-1 trước Chornomorets Odesa. Willian có một màn trình diễn đáng nhớ tại Champions League 2012-13 với cú đúp vào lưới Chelsea ngày 7 tháng 11, nhưng chung cuộc Shakhtar lại thua 3-2 do những sai lầm của thủ môn Andriy Pyatov.

### Anzhi
Ngày 31 tháng 1 năm 2013, Willian hoàn tất vụ chuyển nhượng đến câu lạc bộ Anzhi của Nga với phí chuyển nhượng vào khoảng 35 triệu €. Ban đầu anh chọn khoác áo số 10 nhưng do luật của UEFA không cho phép cầu thủ thay đổi số áo đấu đã sử dụng tại UEFA Champions League trước đó nên anh đành quay lại với số áo 88 mà anh mặc ở Shaktar Donetsk. Ngay trong trận đấu đầu tiên cho Anzi gặp Newcastle United tại Europa League, Willian đã bị chấn thương.
Vào tháng 8 năm 2013, do những khó khăn về tài chính buộc phải cắt giảm ngân sách hoạt động, Anzhi đã phải đưa vào danh sách chuyển nhượng toàn bộ đội hình của mình, trong đó có cả Willian dù anh chỉ mới đến câu lạc bộ có bảy tháng.

### Chelsea

#### 2013-14
Ngày 25 tháng 8 năm 2013,Chelsea thông báo đã đạt được thỏa thuận mua Willian từ Anzhi và đội bóng nước Anh chỉ còn chờ xin giấy phép lao động cho cầu thủ người Brasil. Trước đó câu lạc bộ khác của Anh là Tottenham Hotspur đã gần như có được Willian khi đã đạt được thỏa thuận cá nhân và anh đã kiểm tra y tế tại White Hart Lane nhưng Chelsea với sức mạnh tài chính tốt hơn đã có được tiền vệ người Brasil này.
Ngày 28 tháng 8 năm 2013, Willian chính thức ra mắt Chelsea với bản hợp đồng 5 năm sau khi được cấp giấy phép lao động. Tại Sân vận động Stamford Bridge, anh sẽ khoác số áo 22. Anh có trận đầu chính thức đầu tiên cho Chelsea tại trận đấu UEFA Champions League với Basel nhưng có màn ra mắt không thành công và Chelsea đã để thua bất ngờ 1-2 vào ngày 18 tháng 9. Phải đến ngày 6 tháng 10 anh mới có trận đấu đầu tiên tại Premier League khi vào sân thay cho Juan Mata ở phút 80 trận đấu với Norwich City. Tuy nhiên chỉ vài phút sau đó, anh đã có bàn thắng đầu tiên trong màu áo Chelsea với pha cứa lòng hoàn hảo bằng chân trái, ấn định chiến thắng 3-1 trước Norwich.
Trong trận đấu đầu tiên của năm 2014 vào ngày 1 tháng 1, Willian khi được đưa vào sân từ băng ghế dự bị đã ghi bàn nâng tỉ số lên 2-0, giúp Chelsea giành thắng lợi chung cuộc 3-0 trước Southampton. Willian bị đuổi khỏi sân sau khi nhận hai thẻ vàng trong trận thua bất ngờ 1-0 trước Aston Villa trong đó tình huống nhận thẻ thứ hai gây tranh cãi và huấn luyện viên José Mourinho đã đề xuất không để trọng tài chính trận này, Chris Foy, bắt chính những trận đấu còn lại của Chelsea. Ngày 27 tháng 4, anh có bàn thắng cuối cùng trong mùa giải khi ấn định chiến thắng 2-0 trước Liverpool

#### 2014-15

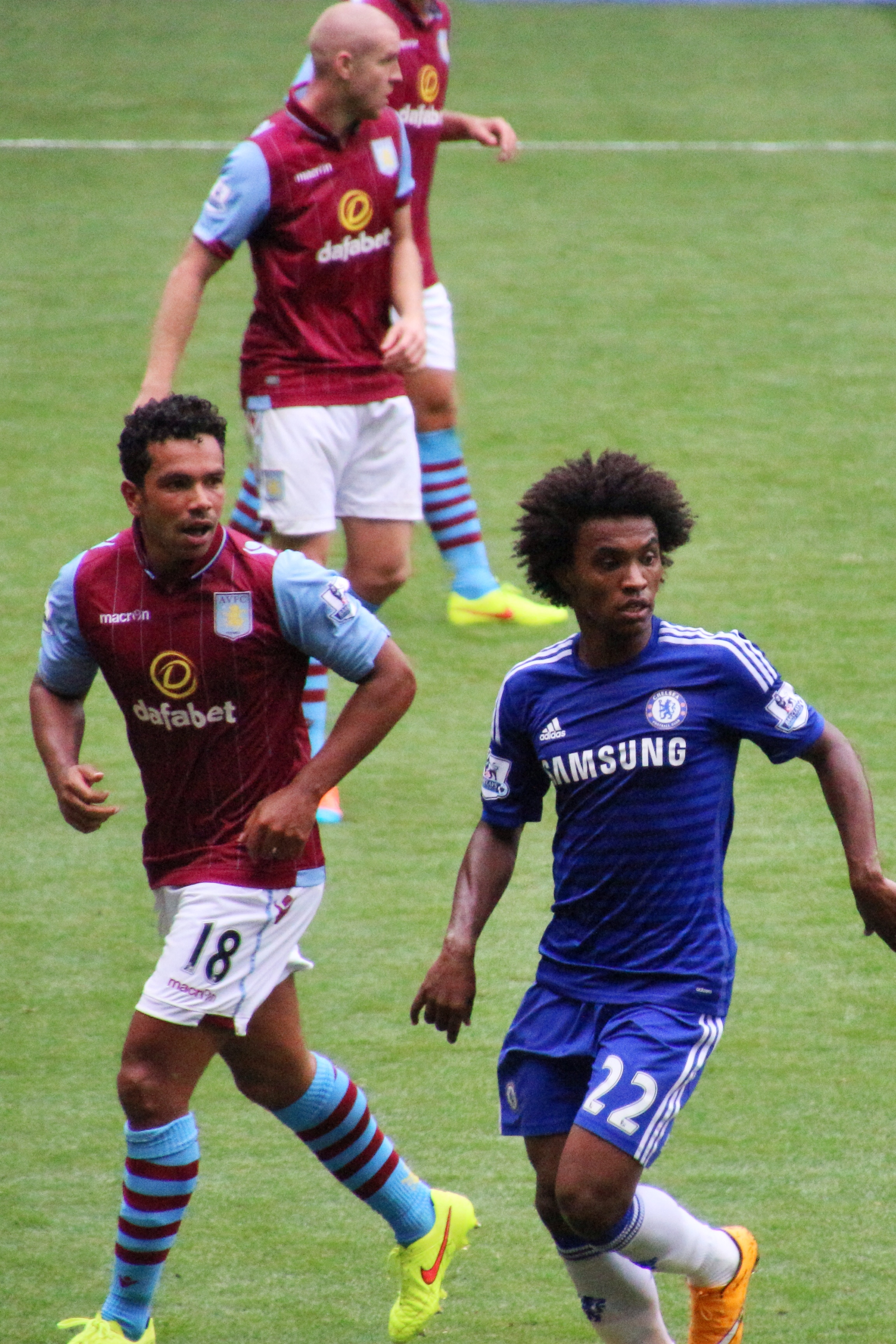
Willian trong trận đấu với Aston Villa vào tháng 9 năm 2014

Willian có được bàn thắng đầu tiên trong mùa giải 2014-15 với pha ghi bàn ấn định ấn định chiến thắng 3-0 trước Aston Villa tại vòng 6 Premier League 2014-15. Trong trận này, anh còn có một pha kiến tạo cho cầu thủ đồng hương Oscar lập công. Anh có bàn thắng đầu tiên cho Chelsea tại UEFA Champions League trong trận Chelsea đánh bại Schalke 04 5-0 trên sân Veltins-Arena ngày 25 tháng 11 năm 2014.
Willian trở thành người khai hỏa đầu tiên cho Chelsea tại Cúp FA 2014-15, trong chiến thắng 3-0 trước Watford. Trong hiệp phụ trận bán kết lượt về League Cup với Liverpool ngày 28 tháng 1 năm 2015, từ quả đá phạt của Willian, Branislav Ivanović đã đánh đầu ghi bàn thắng đưa Chelsea vào chung kết. Ngày 11 tháng 2 năm 2015, anh ghi bàn thắng duy nhất của trận đấu với Everton tại Giải Ngoại hạng Anh ở phút thứ 89 bằng cú volley ngay sát vòng cấm. Kết thúc mùa giải, Willian có được cú đúp danh hiệu 

#### 2015-16

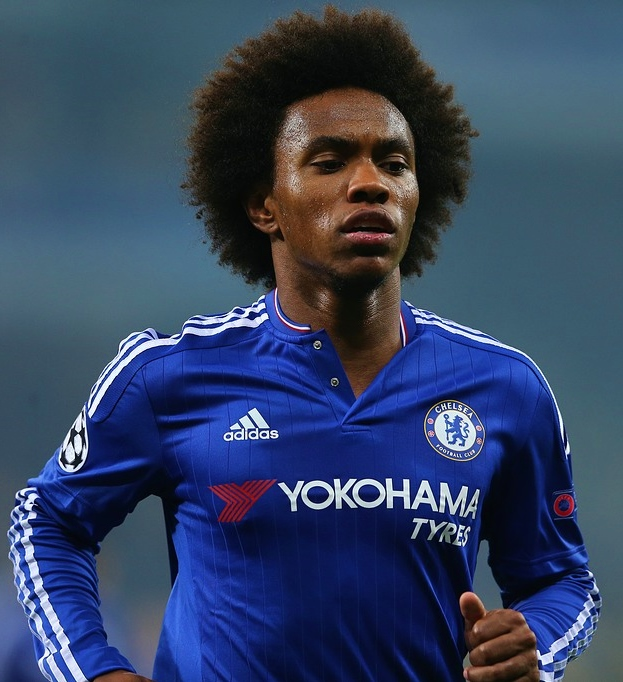
Willian mùa giải 2015-16

Willian trở thành cầu thủ đầu tiên của Chelsea ghi bàn tại UEFA Champions League 2015-16 sau cú đá phạt từ khoảng cách hơn 30 mét vào lưới Maccabi Tel Aviv. Trong trận này anh còn mang về một quả phạt đền nhưng đồng đội của anh không thực hiện thành công và rời sân sớm ngay trong hiệp 1 do chấn thương. Ngày 26 tháng 9, anh lại tiếp tục có một pha lập công nữa từ đá phạt, lần này là ở phút 86, giúp Chelsea tránh được trận thua trước Newcastle United dù đã bị dẫn trước 2-0 trước đó. Bốn ngày sau, anh có cú sút phạt thành bàn trong trận thua 1-2 trước Porto tại Champions League. Willian có được cú sút phạt thành bàn thứ tư liên tiếp ở bốn trận gần nhất với pha mở tỉ số trong trận thua 1-3 trước Southampton. Chuỗi trận liên tiếp ghi bàn từ đá phạt này của Willian kết thúc sau trận thắng 2-0 trước Aston Villa, nhưng trong trận này anh vẫn thể hiện phong độ ấn tượng với pha cướp bóng rồi kiến tạo cho đồng đội Diego Costa lập công và đồng thời được đánh giá là cầu thủ Chelsea chơi hay nhất trận.
Willian một lần nữa trở thành người hùng của Chelsea trong trận đấu lượt về vòng bảng Champions League với Dynamo Kyiv, khi anh là người có đường chuyền khiến hậu vệ đối phương Aleksandar Dragović phản lưới nhà và ấn định chiến thắng 2-1 ở phút 83 bằng pha đá phạt trực tiếp. Trong trận lượt về với Maccabi Tel Aviv, Willian tiếp tục có pha lập công khác bằng đá phạt. Ngày 9 tháng 12, anh có bàn thắng thứ năm tại Champions League khi ấn định chiến thắng 2-0 trước Porto, đưa Chelsea vào vòng knockout với vị trí nhất bảng và cá nhân anh được UEFA chọn vào danh sách đội hình tiêu biểu sau khi kết thúc sáu trận vòng bảng.
Trong trận đấu đầu tiên của Chelsea trong năm 2016, Willian ghi một bàn thắng từ cú sút xa tuyệt đẹp và tạo điều kiện cho Diego Costa ấn định chiến thắng 3-0 trước Crystal Palace

#### 2016-17
Ngày 12 tháng 7 năm 2016, Willian ký hợp đồng mới có thời hạn 4 năm với Chelsea. Ngày 27 tháng 8, trong trận đấu vòng 3 Premier League 2016-17, Willian có được bàn thắng đầu tiên trong mùa giải, pha ghi bàn nâng tỉ số lên 2-0 trong chiến thắng chung cuộc 3-0 trước Burnley. Ngày 3 tháng 12, anh vào sân từ băng ghế dự bị thay cho Pedro đã ghi bàn nâng tỉ số lên 2-1 giúp Chelsea lội ngược dòng đánh bại Manchester City 3-1. Ngày 31 tháng 12, Chelsea đạt đến kỷ lục 13 trận thắng liên tiếp tại Ngoại hạng Anh sau chiến thắng 4-2 trước Stoke City, trận đấu mà Willian đã lập cú đúp chỉ trong vòng 8 phút để nâng tỷ số lên 2-1 rồi 3-2.
Ngày 28 tháng 1 năm 2017, anh có pha đá phạt trực tiếp mở tỉ số trong chiến thắng 4-0 trước Brentford tại vòng 4 Cúp FA 2016-17. Anh tiếp tục thể hiện tài năng đá phạt của mình bằng pha mở điểm trong chiến thắng sân khách 2-1 trước Stoke City tại Ngoại hạng Anh vào ngày 18 tháng 3. Ngày 22 tháng 4, Willian lập cú đúp trong trận thắng 4-2 trước Tottenham Hotspur, với một pha đá phạt gần sát vòng cấm và một quả phạt đền, để đưa Chelsea vào chung kết cúp FA.

#### 2017-18
Willian có bàn thắng đầu tiên trong mùa giải 2017-18 với pha lập công trong chiến thắng 2-1 trước Everton tại vòng bốn Cúp EFL ngày 25 tháng 10 năm 2017. Trong trận đấu thứ 200 của mình trong màu áo Chelsea, Willian lập một cú đúp và mang về hai quả phạt đền trong chiến thắng 4-0 của Chelsea trước Qarabağ, giúp Chelsea chính thức lọt vào vòng knockout Champions League. Ba ngày sau đó, anh có được bàn thắng đầu tiên tại Premier League trong mùa giải này ngay khi vừa vào sân từ ghế dự bị giành lại 1 điểm cho Chelsea trong trận đấu với Liverpool.
Ngày 12 tháng 12, Willian là một trong ba cầu thủ Chelsea lập công trong chiến thắng 3-1 trước Huddersfield tại Premier League. Ngày 20 tháng 12, trong trận tứ kết Cúp EFL với AFC Bournemouth, anh mở tỉ số từ sớm đem về chiến thắng chung cuộc 2-1 cho Chelsea. Willian khép lại năm 2017 với bàn thắng trong chiến thắng 5-0 trước Stoke City ngày 30 tháng 12. Ngày 20 tháng 1 năm 2018, Willian nâng tỉ số lên 2-0 trong trận thắng Brighton & Hove Albion 4-0 và bàn thắng này sau đó được bầu chọn là Bàn thắng đẹp nhất Giải ngoại hạng Anh tháng 1/2018.
Ngày 16 tháng 2, anh lập cú đúp đưa Chelsea vào tứ kết Cúp FA 2017-18 với chiến thắng 4-0 trước Hull City. Năm ngày sau đó trong trận lượt đi vòng 1/16 UEFA Champions League, Willian có pha dứt điểm thành bàn từ khoảng cách 18 mét vào lưới Barcelona và hai tình huống dứt điểm đưa bóng đi trúng cột dọc trong trận hòa 1-1. Anh tiếp tục lập công trong trận đấu kế tiếp tại Premier League thua Manchester United 1-2.
Ngày 10 tháng 3, Willian là người mở tỉ số trong trận thắng 2-1 trước Crystal Palace tại Premier League để có bàn thắng thứ 13 trong mùa giải, thành tích tốt nhất trong một mùa giải mà anh đạt được. Anh kết thúc mùa giải với danh hiệu vô địch Cúp FA và được các đồng đội tại Chelsea bầu chọn là cầu thủ xuất sắc nhất mùa giải của câu lạc bộ này.

#### 2018-19
Willian có bàn thắng đầu tiên trong mùa giải mới vào ngày 15 tháng 9 khi vào sân từ ghế dự bị trong trận thắng 4-1 trước Cardiff City. Anh còn đem lại quả phạt đền cho người đồng đội Eden Hazard hoàn thành cú hat-trick. Anh cũng là người ghi bàn đầu tiên cho Chelsea tại UEFA Europa League 2018–19 và đem về chiến thắng đầu tay cho đội bóng nước Anh đánh bại PAOK 1-0. Ngày 13 tháng 12, anh có pha đá phạt tuyệt đẹp mở tỷ số ở phút 30 trận hòa 2-2 với đội bóng Hungary MOL Vidi tại Europa League.
Ngày 12 tháng 1 năm 2019, anh là người ấn định chiến thắng 2-1 của Chelsea trước Newcastle tại Premier League. Đến ngày 27 tháng 1, anh đạt đến cột mốc bàn thắng thứ 50 cho Chelsea với cú đúp trong trận thắng Sheffield United tại vòng 4 Cúp FA 2018-19.
Ngày 7 tháng 3, Willian có thêm một bàn thắng tại Europa League khi Chelsea đánh bại Dynamo Kiev 3-0 trong trận lượt đi vòng 1/16. Ngày 31 tháng 3, từ quả phạt góc của Willian, Ruben Loftus-Cheek đánh đầu vào góc xa ghi bàn ấn định chiến thắng 2-1 cho Chelsea ở phút bù giờ đầu tiên của trận đấu tại Premier League với Cardiff City. Cuối mùa giải này, Willian cùng Chelsea giành chức vô địch Europa League và anh xuất hiện từ ghế dự bị trong trận Chung kết UEFA Europa League 2019 đánh bại Arsenal 4-1.

#### 2019–20
Sau khi Eden Hazard rời Chelsea, Willian trở thành số 10 mới của đội bóng. Ngày 28 tháng 9 năm 2019, anh có bàn thắng đầu tiên trong mùa giải trong trận thắng Brighton & Hove Albion 2-0. Ngày 2 tháng 10, trong trận đấu thứ 300 trong màu áo Chelsea, Willian ghi bàn thắng ấn định chiến thắng 2-1 trước Lille tại Champions League. Ngày 22 tháng 12, anh tỏa sáng rực rỡ với cú đúp bàn thắng đầu tiên sau ba năm giúp Chelsea đánh bại Tottenham của người thầy cũ José Mourinho 2-0.
Ngày 3 tháng năm 2020, trong trận đấu vòng 5 Cúp FA với Liverpool, Willian là người mở tỉ số đem về chiến thắng 2-0 cho Chelsea. Ngày 1 tháng 7, Willian lập được một cú đúp trong cuộc đối đầu với West Ham tại Premier League với một quả phạt đền và một quả đá phạt trực tiếp nhưng không thể giúp Chelsea tránh khỏi thất bại 2–3. Tuy nhiên với việc lập công trong trận này, anh đã trở thành cầu thủ đầu tiên tại Premier League ghi bàn trong mọi tháng của một năm dương lịch. Ngày 4 tháng 7, Willian có pha lập công trong ba trận liên tiếp tại Premier League từ chấm phạt đền trong trận thắng 3–0 trước Watford. Với bàn thắng này, Willian đạt đến cột mốc 9 bàn thắng một mùa tại Premier League, thành tích cao nhất mà anh đạt được trong màu áo Chelsea.
Hợp đồng của Willian và Chelsea hết hạn sau mùa bóng 2019-20 và anh từ chối gia hạn với đội chủ sân Stamford Bridge. Trong 7 năm chơi bóng tại Chelsea, Willian đã thi đấu tổng cộng 339 trận, ghi được 63 bàn thắng, có 56 đường chuyền thành bàn qua đó cùng đội nhà giành 2 chức vô địch Premier League, 1 FA Cup, 1 League Cup và 1 Europa League.

### Arsenal
Ngày 14 tháng 8 năm 2020, Arsenal đã ký hợp đồng ba năm với Willian theo dạng chuyển nhượng tự do từ Chelsea. Vào ngày 12 tháng 9, Willian đá chính trong trận mở màn giải Ngoại hạng Anh 2020-21 gặp Fullham, anh kiến tạo 2 bàn giúp Arsenal thắng với tỷ số 3-0.
Sau bao ngày tháng CĐV Arsenal mong đợi, Willian đã có bàn thắng đầu tiên cho pháo thủ từ cú đá phạt hàng rào, bàn thắng này đồng thời đưa West Bromwich Albion F.C. xuống chơi tại EFL Championship.Tuy nhiên, kể từ sau màn trình diễn ấn tượng đó, Willian có liên tiếp một chuỗi trận thất vọng.
Willian chia sẻ về khoảng thời gian ở Arsenal "Tôi cũng không thể đạt được phong độ tốt nhất và tôi nghĩ rằng đó là khoảng thời gian tồi tệ nhất trong suốt sự nghiệp thi đấu chuyên nghiệp của mình".
Vào ngày 30 tháng 8 năm 2021, Arsenal thông báo anh đã rời câu lạc bộ để trở về Brazil thi đấu cho câu lạc bộ Corinthians

### Trở lại Corinthians
Vào ngày 30 tháng 8 năm 2021, Corinthians thông báo đã ký hợp đồng với Willian,bản hợp đồng có thời hạn đến tháng 12 năm 2023.Vào giữa tháng 8 năm 2022,anh chấm dứt hợp đồng với câu lạc bộ,lý do dẫn tới quyết định này là do anh và gia đình thường xuyên phải nhận những lời đe dọa tới từ phía những cổ động viên quá khích

### Fulham
Vào ngày 1 tháng 9 năm 2022,Willian gia nhập Fulham FC theo dạng chuyển nhượng tự do,bản hợp đồng có thời hạn 1 năm.Willian có pha lập công đầu tiên trong chiến thắng 3-2 của Fulham trước Leeds United

## Sự nghiệp đội tuyển quốc gia

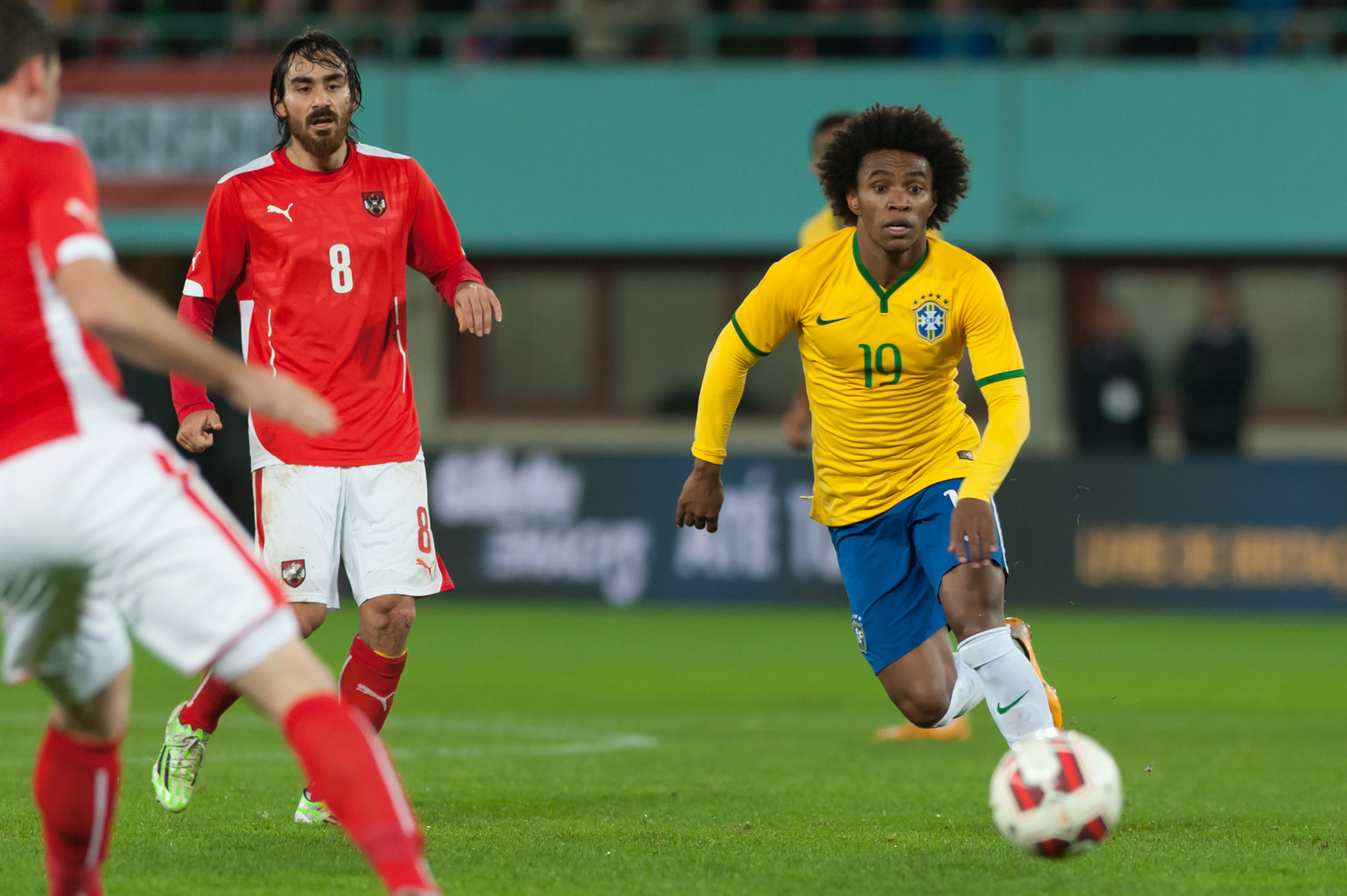
Willian với đội tuyển Brasil năm 2014

Willian ra mắt trong màu áo đội tuyển U-20 Brasil năm 2007 tại giải vô địch bóng đá trẻ Nam Mỹ và có trận ra mắt gặp Chile. Brasil đã vô địch giải đấu đó. Cùng năm đó, anh tiếp tục được dự Giải vô địch bóng đá U-20 thế giới tại Canada nhưng Brasil bị loại ở tứ kết bởi U-20 Tây Ban Nha. Anh chính thức được gọi vào đội tuyển Brasil năm 2011 trong trận giao hữu gặp Gabon. Ngày 16 tháng 11 năm 2013, anh có bàn thắng đầu tiên cho đội tuyển quốc gia trong chiến thắng 5-0 trước Honduras tại Miami, Florida.
Willian có tên trong danh sách chính thức 23 cầu thủ Brasil tham dự World Cup 2014 ngay tại quê hương. Tại giải đấu này, anh được ra sân 5/7 trận đấu của đội tuyển Brasil (trong đó có 4 lần vào sân từ ghế dự bị). Tại trận đấu vòng 16 đội với Chile, anh đá hỏng một quả phạt đền trong loạt sút luân lưu nhưng may mắn cho anh là Brasil vẫn giành thắng lợi chung cuộc 3-2.
Tại Cúp bóng đá Nam Mỹ 2015, Willian có mặt trong đội hinh xuất phát ở cả bốn trận đấu của đội tuyển Brasil và có một đường chuyền thành bàn trong trận thắng 2-1 trước Venezuela tại vòng bảng. Tuy nhiên, đội tuyển Brasil đã phải dừng bước ở tứ kết sau khi để thua Paraguay ở loạt sút luân lưu 11m sau khi hai đội hòa 0-0 sau 90 phút thi đấu chính thức. Tại lượt trận thứ hai vòng loại World Cup 2018, Willian đã lập cú đúp giúp Brasil đánh bại Venezuela 3-1.
Mùa hè năm 2016, Willian được triệu tập vào đội hình tham dự Copa América Centenario tại Hoa Kỳ, nơi mà Brasil đã bị loại chỉ ngay sau vòng bảng và Willian đã góp mặt trong đội hình chính thức ở cả ba trận đấu.
Tại Copa América 2019 tổ chức tại quê nhà Brasil, Willian được triệu tập vào phút chót để thay cho tiền đạo Neymar bị chấn thương. Anh đã ghi bàn thắng cuối cùng giúp các vũ công Samba thắng đậm 5-0 trước Peru ở lượt trận cuối bảng A, qua đó giúp Brasil có được 7 điểm, đứng đầu bảng A và góp mặt ở tứ kết. Đội tuyển Brasil sau đó lọt vào trận chung kết và giành chức vô địch sau khi vượt qua Peru với tỉ số 3-1.

## Phong cách thi đấu
Willian không phải mẫu tiền vệ có khả năng ghi bàn đều đặn nhưng phong cách thi đấu của anh thiên về sáng tạo và kiến thiết. Tại Shakhtar Donetsk, anh tỏa sáng trong đội hình đậm chất tấn công của huấn luyện viên Mircea Lucescu, thường chơi lệch trái trong sơ đồ 4-2-3-1. Tốc độ và sức mạnh cũng là những ưu điểm của Willian.
Khi chuyển sang Chelsea, Willian được đánh giá cao với khả năng hoạt động năng nổ với những đường đi bóng lắt léo, thường xuyên xâm nhập vòng cấm địa đối phương và có những tình huống dứt điểm uy lực tuy nhiên tỷ lệ dứt điểm trúng đích và hiệu suất ghi bàn thấp vẫn là điểm hạn chế của anh. Từ mùa giải 2015-16, Willian nổi lên như một chuyên gia sút phạt khi đạt hiệu suất ghi bàn từ sút phạt rất cao.

## Danh hiệu

### Câu lạc bộ

#### Corinthians
- Copa São Paulo de Futebol Júnior (1): 2005

#### Shakhtar Donetsk
- Ukrainian Premier League (4): 2007–08, 2009–10, 2010–11, 2011–12
- Cúp bóng đá Ukraina (3): 2007–08, 2010–11, 2011–12
- Siêu cúp bóng đá Ukraina (3): 2008, 2010, 2012
- UEFA Europa League (1): 2009

#### Chelsea
- Premier League (2): 2014–15, 2016–17
- EFL Cup (1): 2014–15
- FA Cup (1): 2017–18
- UEFA Europa League (1): 2018–19

### Đội tuyển quốc gia

#### U-20 Brasil
- Giải vô địch bóng đá trẻ Nam Mỹ (1): 2007

#### Brasil
- Superclásico de las Américas (1): 2014
- Copa América (1): 2019

## Thống kê sự nghiệp

### Câu lạc bộ
Tính đến 9 tháng 11 năm 2019.
| Câu lạc bộ          | Mùa giải            | Giải đấu      | Giải đấu     | Cúp quốc gia  | Cúp quốc gia | Cúp liên đoàn | Cúp liên đoàn | Châu lục      | Châu lục     | Khác          | Khác         | Tổng cộng     | Tổng cộng    |
| Câu lạc bộ          | Mùa giải            | Số lần ra sân | Số bàn thắng | Số lần ra sân | Số bàn thắng | Số lần ra sân | Số bàn thắng  | Số lần ra sân | Số bàn thắng | Số lần ra sân | Số bàn thắng | Số lần ra sân | Số bàn thắng |
| ------------------- | ------------------- | ------------- | ------------ | ------------- | ------------ | ------------- | ------------- | ------------- | ------------ | ------------- | ------------ | ------------- | ------------ |
| Corinthians         | 2006                | 5             | 0            | 0             | 0            | 3             | 0             | 0             | 0            | —             | —            | 8             | 0            |
| Corinthians         | 2007                | 15            | 2            | 4             | 0            | 14            | 0             | 0             | 0            | —             | —            | 33            | 2            |
| Corinthians         | Tổng cộng           | 20            | 2            | 4             | 0            | 17            | 0             | 0             | 0            | —             | —            | 41            | 2            |
| Shakhtar Donetsk    | 2007–08             | 20            | 0            | 6             | 1            | —             | —             | 2             | 0            | —             | —            | 28            | 1            |
| Shakhtar Donetsk    | 2008–09             | 29            | 5            | 5             | 1            | —             | —             | 17            | 2            | 1             | 0            | 52            | 8            |
| Shakhtar Donetsk    | 2009–10             | 22            | 5            | 4             | 1            | —             | —             | 13            | 1            | 0             | 0            | 39            | 7            |
| Shakhtar Donetsk    | 2010–11             | 28            | 3            | 4             | 2            | —             | —             | 10            | 2            | 1             | 1            | 43            | 8            |
| Shakhtar Donetsk    | 2011–12             | 27            | 5            | 3             | 0            | —             | —             | 6             | 1            | 1             | 0            | 37            | 6            |
| Shakhtar Donetsk    | 2012–13             | 14            | 2            | 2             | 1            | —             | —             | 6             | 4            | 0             | 0            | 22            | 7            |
| Shakhtar Donetsk    | Tổng cộng           | 140           | 20           | 24            | 6            | —             | —             | 54            | 10           | 3             | 1            | 221           | 37           |
| Anzhi Makhachkala   | 2012–13             | 7             | 1            | 3             | 0            | —             | —             | 3             | 0            | —             | —            | 13            | 1            |
| Anzhi Makhachkala   | 2013–14             | 4             | 0            | 0             | 0            | —             | —             | 0             | 0            | —             | —            | 4             | 0            |
| Anzhi Makhachkala   | Tổng cộng           | 11            | 1            | 3             | 0            | —             | —             | 3             | 0            | —             | —            | 17            | 1            |
| Chelsea             | 2013–14             | 25            | 4            | 3             | 0            | 3             | 0             | 11            | 0            | —             | —            | 42            | 4            |
| Chelsea             | 2014–15             | 36            | 2            | 2             | 1            | 4             | 0             | 7             | 1            | —             | —            | 49            | 4            |
| Chelsea             | 2015–16             | 35            | 5            | 4             | 1            | 1             | 0             | 8             | 5            | 1             | 0            | 46            | 11           |
| Chelsea             | 2016–17             | 34            | 8            | 6             | 4            | 1             | 0             | —             | —            | —             | —            | 41            | 12           |
| Chelsea             | 2017–18             | 36            | 6            | 6             | 2            | 4             | 2             | 8             | 3            | 1             | 0            | 55            | 13           |
| Chelsea             | 2018–19             | 32            | 3            | 2             | 2            | 6             | 0             | 15            | 3            | 1             | 0            | 56            | 8            |
| Chelsea             | 2019–20             | 11            | 2            | 0             | 0            | 0             | 0             | 4             | 1            | 0             | 0            | 15            | 3            |
| Chelsea             | Tổng cộng           | 209           | 30           | 23            | 10           | 19            | 2             | 53            | 13           | 3             | 0            | 307           | 55           |
| Arsenal             | 2020–21             | 16            | 0            | 2             | 0            | 1             | 0             | 3             | 0            | 0             | 0            | 22            | 0            |
| Tổng cộng sự nghiệp | Tổng cộng sự nghiệp | 380           | 53           | 54            | 16           | 19            | 2             | 109           | 23           | 24            | 1            | 586           | 95           |

### Đội tuyển quốc gia
Tính đến 15 tháng 11 năm 2019 
| Đội tuyển quốc gia | Năm       | Số lần ra sân | Số bàn thắng |
| ------------------ | --------- | ------------- | ------------ |
| Brasil             | 2011      | 2             | 0            |
| Brasil             | 2013      | 2             | 1            |
| Brasil             | 2014      | 14            | 3            |
| Brasil             | 2015      | 14            | 2            |
| Brasil             | 2016      | 11            | 1            |
| Brasil             | 2017      | 10            | 1            |
| Brasil             | 2018      | 11            | 0            |
| Brasil             | 2019      | 6             | 1            |
| Tổng cộng          | Tổng cộng | 70            | 9            |

### Bàn thắng cho đội tuyển quốc gia
|    | Ngày                 | Địa điểm                                                     | Đối thủ    | Bàn thắng | Kết quả | Giải đấu                 |
| -- | -------------------- | ------------------------------------------------------------ | ---------- | --------- | ------- | ------------------------ |
| 1. | 16 tháng 11 năm 2013 | Sân vận động Sun Life, Miami, Hoa Kỳ                         | Honduras   | 4–0       | 5–0     | Giao hữu                 |
| 2. | 3 tháng 6 năm 2014   | Sân vân động động Serra Dourada, Goiânia, Brasil             | Panama     | 4–0       | 4–0     | Giao hữu                 |
| 3. | 9 tháng 9 năm 2014   | Sân vận động Metlife, New Jersey, Hoa Kỳ                     | Ecuador    | 1–0       | 1–0     | Giao hữu                 |
| 4. | 12 tháng 11 năm 2014 | Sân vận động Şükrü Saracoğlu, Istanbul, Thổ Nhĩ Kỳ           | Thổ Nhĩ Kỳ | 3–0       | 4–0     | Giao hữu                 |
| 5. | 13 tháng 10 năm 2015 | Sân vận động Castelão, Fortaleza, Brasil                     | Venezuela  | 1–0       | 3–1     | Vòng loại World Cup 2018 |
| 6. | 13 tháng 10 năm 2015 | Sân vận động Castelão, Fortaleza, Brasil                     | Venezuela  | 2–0       | 3–1     | Vòng loại World Cup 2018 |
| 7. | 11 tháng 10 năm 2016 | Sân vận động Metropolitano de Mérida, Mérida, Venezuela      | Venezuela  | 2–0       | 2–0     | Vòng loại World Cup 2018 |
| 8. | 5 tháng 9 năm 2017   | Sân vận động đô thị Roberto Meléndez, Barranquilla, Colombia | Colombia   | 1–0       | 1–1     | Vòng loại World Cup 2018 |
| 9. | 22 tháng 6 năm 2019  | Arena Corinthians, São Paulo, Brasil                         | Perú       | 5–0       | 5–0     | Copa América 2019        |